# Rašeliniská Bielej Oravy
Rašeliniská Bielej Oravy este o arie protejată (arie specială de conservare — SAC, sit de importanță comunitară — SCI) din Slovacia întinsă pe o suprafață de 39,17 ha, integral pe uscat.

## Localizare
Centrul sitului Rašeliniská Bielej Oravy este situat la coordonatele 49°28′06″N 19°17′17″E / 49.468333°N 19.288056°E.

## Înființare
Situl Rašeliniská Bielej Oravy a fost declarat sit de importanță comunitară în aprilie 2004 pentru a proteja 1 specie de plante și 2 specii de animale. Situl a fost protejat și ca arie specială de conservare în martie 2004.

## Biodiversitate
Situată în ecoregiunea alpină, aria protejată conține 5 habitate naturale: Formațiuni ierboase bogate în specii de Nardus, dezvoltate pe substraturi silicioase în zone montane (și în zone submontane, în Europa continentală), Lacuri și iazuri distrofice naturale, Mlaștini alcaline, Mlaștini turboase de tranziție și turbării mișcătoare, Mlaștini oligotrofe degradate, capabile încă de regenerare naturală.
La baza desemnării sitului se află mai multe specii protejate:
- plante (1): Hamatocaulis vernicosus
- amfibieni (1): Triturus montandoni
- nevertebrate (1): Vertigo geyeri

Pe lângă speciile protejate, pe teritoriul sitului au mai fost identificate 3 specii de plante, 6 specii de nevertebrate.